# سپیدرخ شمالی
سپیدرخ شمالی (نام علمی: Leucorrhinia borealis) نام یک گونه از سرده سپیدرخ‌ها است.